# ان‌جی‌سی ۳۳۹
ان‌جی‌سی ۳۳۹ (انگلیسی: NGC 339) یک خوشه کروی در صورت فلکی توکان است. این خوشه در ۱۸ سپتامبر ۱۸۳۵ توسط جان هرشل کشف شد.